# Stazione di Attigliano-Bomarzo
La stazione di Attigliano-Bomarzo è una stazione ferroviaria posta alla confluenza delle linee Firenze-Roma e Viterbo-Attigliano. Serve i centri abitati di Attigliano e di Bomarzo.